# Henry Medina
Henry Alexander Medina Blasac (né le 16 mars 1981 à Nueva Concepción au Guatemala) est un footballeur international guatémaltèque, qui évolue en tant qu'arrière central.